# Chińska Wioska (Carskie Sioło)

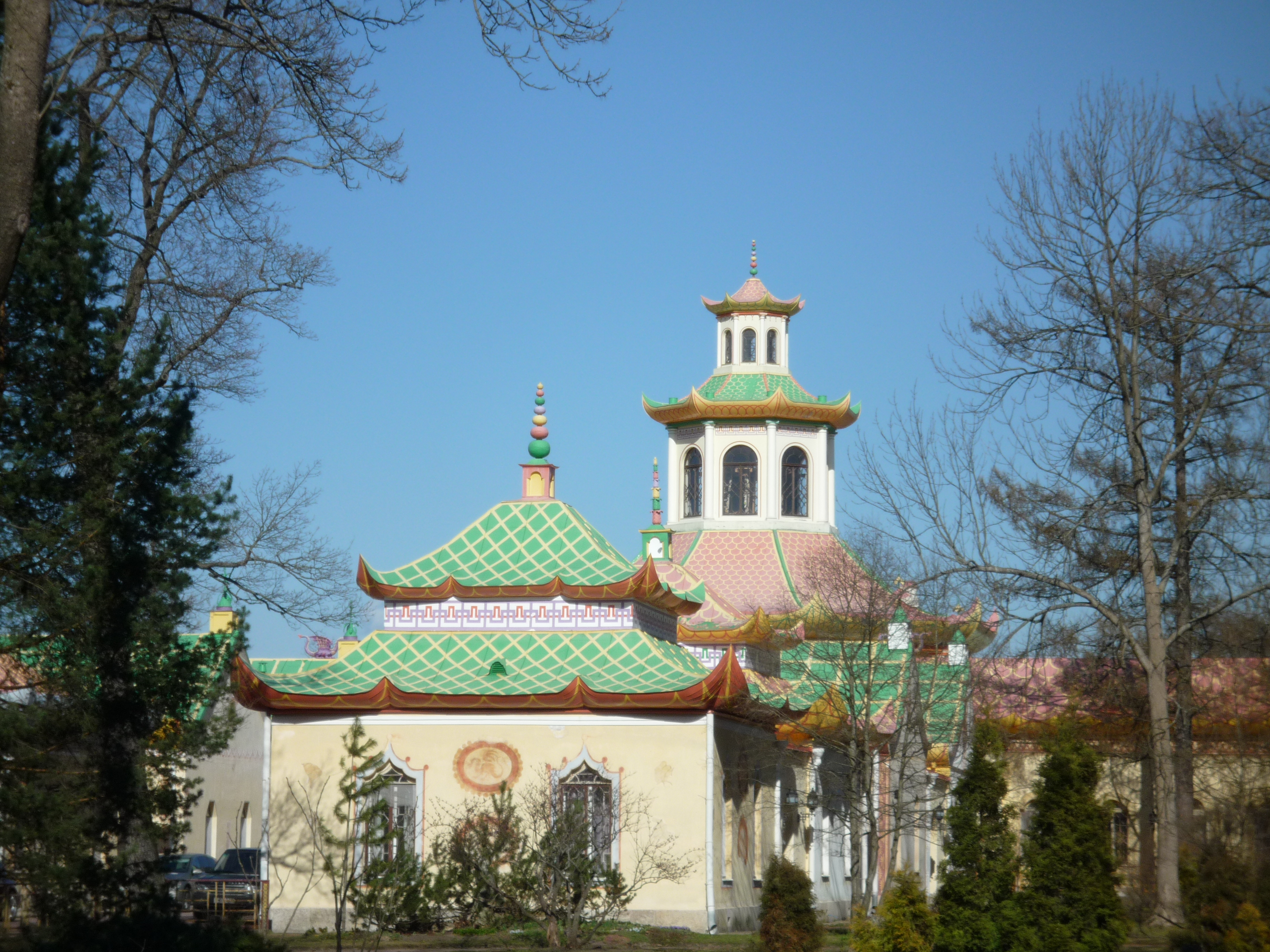
Chińska Wioska

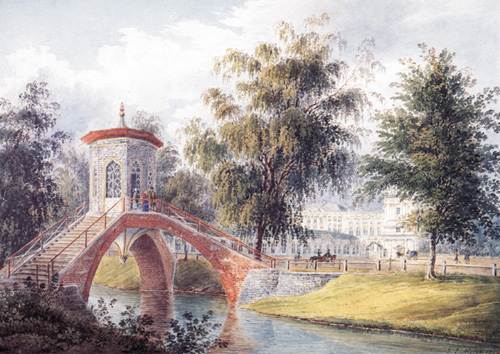
Krzyżowy (Kriestowyj) Most w XIX wieku.

Chińska Wioska w Parku Aleksandrowskim w rosyjskim Carskim Siole – próba naśladowania popularnego w XVIII wieku stylu Chinoiserie przez Katarzynę Wielką.
Prawdopodobnie inspiracją był podobny projekt w Drottningholm. Katarzyna rozkazała Antonio Rinaldiemu i Charlesowi Cameronowi wybudować miasteczko na wzór ówczesnej sztuki chińskiej z jej osobistej kolekcji. Wioska miała składać się z osiemnastu stylizowanych na chińskie domków (ukończonych zostało tylko dziesięć) rozmieszczonych na kształt ośmiokąta wokół obserwatorium (nigdy całkowicie nieukończonego). Po tym jak Katarzynie nie udało się zatrudnić prawdziwego chińskiego architekta, rosyjski ambasador w Londynie zdobył plany pagody Williama Chambersa znajdującej się w Królewskich Ogrodach Botanicznych w Kew. Pagoda miała powstać w Chińskiej Wiosce, która miała stać się ikoną całego stylu Chinoiserie.
Śmierć Katarzyny w 1796 doprowadziła do tego, że prace przerwano. Dopiero w 1818 Aleksander I Romanow kazał Wasilijowi Stasowi wyremontować wioskę, by służyła za mieszkanie dla gości. Przez renowację miejsce to utraciło wiele orientalistycznych elementów. Odnowiona wioska służyła jako miejsce zamieszkania dla takich gości jak Nikołaj Karamzin, który pracował nad Historią Państwa Rosyjskiego w jednym z domków w latach 1822-1825.
W 1799 niedaleko wioski został wybudowany Kitajskij Tieatr (ros. Китайский театр; tłum. Chiński Teatr), w której włoski kompozytor Giovanni Paisiello prezentował swoje nowe opery rosyjskiej Cesarzowej. W tym miejscu premierę miał dramat Lwa Tołstoja Owoce Oświaty. Teatr został zniszczony 15 września 1941 i nigdy nie został odbudowany.
Do wioski prowadzą trzy mosty – Drakonow Most (ros. Драконов мост; tłum. Most Smoka), nazwany tak po czterech cynkowych figurach uskrzydlonych smoków, i Bolszoj Kitajskij Most (ros. Большой китайский мост; tłum. Wielki Chiński Most), znany dzięki wazom z różowego granitu i ogrodzenia w kształcie gałęzi ze sztucznych koralowców. Mosty zostały ukończone w 1785. Kriestowyj Most (ros. Крестовый мост; tłum. Krzyżowy Most) został wybudowany pod przewodnictwem braci Niejełow sześć lat wcześniej.
Wioska została odnowiona po raz kolejny przez Ippolita Monighettiego w latach 1859-61. Domki doznały poważnych obrażeń podczas okupacji niemieckiej, lecz zostały odnowione w 1990 i od tamtej pory służą jako mieszkania dla specjalnych gości.